# ジェイソン・ロバーツ
ジェイソン・アンドレ・デイビス・ロバーツ（Jason Andre Davis Roberts, 1978年1月25日 - ）は、イングランド・ロンドン出身、元グレナダ代表の元サッカー選手。ポジションはFW。2014年3月20日に現役引退を発表した。

## 所属クラブ
- ヘイズFC 1996-1997
- ウルヴァーハンプトン・ワンダラーズFC 1997-1998

→ トーキー・ユナイテッド 1997-1998（※期限付き移籍）
→ ブリストル・シティFC 1997-1998（※期限付き移籍）
- ブリストル・ローヴァーズFC 1998
- ウェスト・ブロムウィッチ・アルビオンFC 2000-2004

→ ポーツマスFC 2003-2004（※期限付き移籍）
- ウィガン・アスレティックFC 2004-2006
- ブラックバーン・ローヴァーズFC 2006-2012
- レディングFC 2012-2014

## 代表歴
- グレナダ代表